# Seznam dílů seriálu Jú jú hakušo
Toto je seznam dílů seriálu Jú jú hakušo. Japonský animovaný televizní seriál Jú jú hakušo režíroval Akijuki Arafusa a Norijuki Abe v produkci společností Fuji TV, Yomiko Advertising a Studio Pierrot. Díly byly v Česku poprvé vysílány na maďarském kabelovém programu Anime+ kolem roku 2005 s japonským zněním a českými titulky; v Maďarsku byl seriál vysílán s vlastním dabingem, přičemž se několik dílů s maďarskou verzí dabingu objevilo i na českých obrazovkách. Anime je založeno na stejnojmenné devatenáctičlenné manze od Jošihira Togašiho, jež se zaměřuje na postavu Júsukeho Uramešiho.
Seriál Jú jú hakušo byl původně vysílán od 10. října 1992 do 7. ledna 1995 na stanici Fuji TV. Ve Spojených státech byl vysílán v sestříhané verzi na nočním bloku Adult Swim kanálu Cartoon Network, a to od 23. února 2002 do 1. dubna 2006. Později byl kvůli vyšší věkové přístupnosti přesunut na noční blok Toonami. Díly dostaly v USA nálepku TV-14 a TV-PG; v Maďarsku piktogram s číslem 12, přestože seriál v necenzurované verzi zobrazuje násilné záběry, oplzlý humor, požívání alkoholu a cigaret a násilí vůči ženám.

## Přehled řad
| Řada | Díly | Premiéra v Japonsku | Premiéra v Japonsku | Premiéra v ČR | Premiéra v ČR |
| Řada | Díly | První díl           | Poslední díl        | První díl     | Poslední díl  |
| ---- | ---- | ------------------- | ------------------- | ------------- | ------------- |
| 1    | 25   | 10. října 1992      | 10. dubna 1993      | vysíláno      | vysíláno      |
| 2    | 41   | 17. dubna 1993      | 29. ledna 1994      | vysíláno      | vysíláno      |
| 3    | 28   | 5. února 1994       | 13. srpna 1994      | vysíláno      | vysíláno      |
| 4    | 18   | 20. srpna 1994      | 17. prosince 1994   | vysíláno      | vysíláno      |

## Seznam dílů

### První řada:Detektiv Světa duchů(1992–1993)
| Č. v seriálu | Č. v řadě | Původní název                                                           | Český název                                                     | Režie           | Scénář            | Premiéra v Japonsku |
| ------------ | --------- | ----------------------------------------------------------------------- | --------------------------------------------------------------- | --------------- | ----------------- | ------------------- |
| 1            | 1         | Šindara odoroita 死んだらオドロいた                                     | Překvapen vlastní smrtí                                         | Norijuki Abe    | Jošijuki Óhaši    | 10. října 1992      |
| 1            | 2         | Reikai no Koenma! Fukkacu e no širen 霊界のコエンマ! 復活への試練       | Koenma z duchovního světa! Zkouška k znovuzrození               | Akihiro Enomoto | Jošijuki Óhaši    | 17. října 1992      |
| 3            | 3         | Oicumerareta Kuwabara! Otoko no čikai 追いつめられた桑原! 男の誓い      | Oblíčený Kuwabara! Chlapský slib                                | Kazunori Mizuno | Jošijuki Óhaši    | 24. října 1992      |
| 4            | 4         | Acuki honó! Koibito no kizuna 熱き炎! 恋人のきずな                      | Žhavé plameny! Milenecké pouto                                  | Akijuki Šinbó   | Sukehiro Tomita   | 31. října 1992      |
| 5            | 5         | Júsuke fukkacu! Aratanaru šimei 幽助復活! 新たなる使命                  | Znovuzrození Júsukeho! Nová zkouška                             | Džun’ja Košiba  | Kacujuki Sumisawa | 7. listopadu 1992   |
| 6            | 6         | Sanbiki no jókai! Hiei Kurama Góki 三匹の妖怪! 飛影·蔵馬·剛鬼           | Tři démoni! Hiei, Kurama a Góki                                 | Hitojuki Macui  | Hiroši Hašimoto   | 14. listopadu 1992  |
| 7            | 7         | Kurama no himicu?! Haha to ko no kizuna 蔵馬の秘密?! 母と子のきずな     | Kuramovo tajemství?! Pouto mezi matkou a dítětem                | Akijuki Šinbó   | Jošijuki Óhaši    | 21. listopadu 1992  |
| 8            | 8         | Keiko ajauši! Džaganši Hiei 螢子あやうし! 邪眼師·飛影                   | Keiko v nebezpečí! Hiei, zlé oko                                | Džun’ja Košiba  | Sukehiro Tomita   | 28. listopadu 1992  |
| 9            | 9         | Genkai no keišóša tónamento kaiši 幻海の継承者トーナメント開始          | Nástupce po Genkai, začátek turnaje                             | Džun’ja Košiba  | Kacujuki Sumisawa | 5. prosince 1992    |
| 10           | 10        | Kurajami no šitó! Kuwabara: reiki no ken 暗闇の死闘! 桑原·霊気の剣      | Boj o život v temnotě! Kuwabarův reiki meč                      | Kazunori Mizuno | Hiroši Hašimoto   | 12. prosince 1992   |
| 11           | 11        | Júsuke kurusen! Kizudarake no hangeki!! 幽助苦戦! 傷だらけの反撃!!      | Těžký boj Júsukeho! Protiútok se spoustou ran!!                 | Hitojuki Macui  | Jošijuki Óhaši    | 19. prosince 1992   |
| 12           | 12        | Randó arawaru! Kuwabara munen no haiboku 乱童あらわる! 桑原無念の敗北   | Objevuje se Randó! Kuwabarova hořká porážka                     | Akijuki Šinbó   | Sukehiro Tomita   | 26. prosince 1992   |
| 13           | 13        | Júsuke VS Randó – midaretobu jódžucu!! 幽助VS乱童 乱れとぶ妖術!!        | Júsuke versus Randó – nebezpečná černá magie!!                  | Džun’ja Košiba  | Kacujuki Sumisawa | 9. ledna 1993       |
| 14           | 14        | Meikjú širo no Šiseidžú! Reikai e no čósen 迷宮城の四聖獣! 霊界への挑戦 | Labyrintový hrad Čtyř svatých bestií! Zkouška v duchovním světě | Šigeru Ueda     | Hiroši Hašimoto   | 16. ledna 1993      |
| 15           | 15        | Ucukušiki bara no mai! Karei naru Kurama 美しきバラの舞! 華麗なる蔵馬   | Krásný tanec růže! Dechberoucí Kurama                           | Kazunori Mizuno | Jošijuki Óhaši    | 23. ledna 1993      |
| 16           | 16        | Tobi jo reiken! Kuwabara: otoko no šóbu 伸びよ霊剣! 桑原·男の勝負       | Porosť, duchovní meči! Kuwabarův chlapácký souboj               | Akijuki Šinbó   | Sukehiro Tomita   | 30. ledna 1993      |
| 17           | 17        | Bjakko: džigoku no otakebi 白虎·地獄の雄叫び                            | Pekelný řev Bjakko                                              | Džun’ja Košiba  | Kacujuki Sumisawa | 6. února 1993       |
| 18           | 18        | Hiei šussen! Kirisaku ken 飛影出戦! 切り裂く剣                          | Hiei se připojuje do boje! Rozsekávající meč                    | Hitojuki Macui  | Hiroši Hašimoto   | 13. února 1993      |
| 19           | 19        | Saigo no Šiseidžú: Suzaku! 最後の四聖獣·朱雀!                           | Poslední z Čtyř svatých bestií: Suzaku!                         | Šigeru Ueda     | Jošijuki Óhaši    | 20. února 1993      |
| 20           | 20        | Okugi gekitocu! Šičinin no Suzaku 奥義激突! 七人の朱雀                  | Střet tajných technik! Sedm Suzaků                              | Kazunori Mizuno | Sukehiro Tomita   | 27. února 1993      |
| 21           | 21        | Júsuke: inoči o kaketa hangeki 幽助·命を賭けた反撃                      | Protiútok, na nějž Júsuke vsadil život                          | Akijuki Šinbó   | Kacujuki Sumisawa | 6. března 1993      |
| 22           | 22        | Kanašimi bišódžo: Jukina 悲しみの美少女·雪菜                            | Nešťastná panna Jukina                                          | Haruo Nakajama  | Hiroši Hašimoto   | 13. března 1993     |
| 23           | 23        | Jami no šiša! Toguro kjódai 闇の使者! 戸愚呂兄弟                        | Poslové temnot! Bratři Togurovi                                 | Norijuki Abe    | Jošijuki Óhaši    | 20. března 1993     |
| 24           | 24        | Osorošiki kjóteki! San kišú 恐ろしき強敵! 三鬼衆                        | Děsiví, silní nepřátelé! Trojka                                 | Akijuki Šinbó   | Sukehiro Tomita   | 27. března 1993     |
| 25           | 25        | Moero Kuwabara! Ai no sokodžikara 燃えろ桑原! 愛の底力                  | Vzplaň, Kuwabaro! Skrytá síla lásky                             | Hitojuki Macui  | Kacujuki Sumisawa | 10. dubna 1993      |

### Druhá řada:Turnaj černých bojových umění(1993–1994)
| Č. v seriálu | Č. v řadě | Původní název                                                          | Režie           | Scénář            | Premiéra v Japonsku |
| ------------ | --------- | ---------------------------------------------------------------------- | --------------- | ----------------- | ------------------- |
| 26           | 1         | Ankoku budžucukai e no šótaiša 暗黒武術会への招待者                    | Šigeru Ueda     | Hiroši Hašimoto   | 17. dubna 1993      |
| 27           | 2         | Ši no funede! Džigoku no šima e 死の船出! 地獄の島へ                   | Džun’ja Košiba  | Jošijuki Óhaši    | 24. dubna 1993      |
| 28           | 3         | Čiisana kjóteki! Rinku no higi 小さな強敵! 鈴駒の秘技                  | Kazunori Mizuno | Sukehiro Tomita   | 1. května 1993      |
| 29           | 4         | Či no hana o sakasu Kurama! 血の花を咲かす蔵馬!                        | Haruo Nakajama  | Kacujuki Sumisawa | 8. května 1993      |
| 30           | 5         | Mikan no ošigi ensacu kokurjúha 未完の奥義·炎殺黒龍波                  | Akijuki Šinbó   | Hiroši Hašimoto   | 15. května 1993     |
| 31           | 6         | Joidore senši! Čú no suiken よいどれ戦士! 酎の酔拳                     | Hitojuki Macui  | Jošijuki Óhaši    | 22. května 1993     |
| 32           | 7         | Naifu edždži desu mačči ナイフエッジデスマッチ                         | Kazunori Mizuno | Jošijuki Óhaši    | 29. května 1993     |
| 33           | 8         | Gekitocu! Best 8 desoró 激突! ベスト8出そろう                          | Šigeru Ueda     | Sukehiro Tomita   | 5. června 1993      |
| 34           | 9         | Šóricu rei ten rei go pásento no šitó! 勝率0.05%の死闘!                | Džun’ja Košiba  | Kacujuki Sumisawa | 12. června 1993     |
| 35           | 10        | Fukumen no šótai?! Ucukušiki senši 覆面の正体?! 美しき戦士             | Akijuki Šinbó   | Hiroši Hašimoto   | 19. června 1993     |
| 36           | 11        | Jabó o funsai! Hikari no senrei 野望を粉砕! 光りの洗礼                 | Kazuhiro Ozawa  | Jošijuki Óhaši    | 26. června 1993     |
| 37           | 12        | Jami no šinobi Mašócukai team 闇の忍·魔性使いチーム                    | Akijuki Šinbó   | Sukehiro Tomita   | 3. července 1993    |
| 38           | 13        | Kurama muzan! Ši no kešó 蔵馬無惨! 死の化粧                            | Hitojuki Macui  | Kacujuki Sumisawa | 10. července 1993   |
| 39           | 14        | Funsai! Júsuke ikari no Tekken 粉砕! 幽助怒りの鉄拳                    | Kazunori Mizuno | Hiroši Hašimoto   | 17. července 1993   |
| 40           | 15        | Kazecukai Džin! Araši no kučúsen 風使い陣! 嵐の空中戦                  | Džun’ja Košiba  | Jošijuki Óhaši    | 24. července 1993   |
| 41           | 16        | Reikódan! Igai na keččaku?! 霊光弾! 意外な決着?!                       | Akijuki Šinbó   | Sukehiro Tomita   | 31. července 1993   |
| 42           | 17        | Kešši no Kuwabara! Ai no tocugeki 決死の桑原! 愛の突撃                 | Masami Šimoda   | Kacujuki Sumisawa | 7. srpna 1993       |
| 43           | 18        | Fukumen senši no kubišiki Sugao 覆面戦士の厳しき素顔                   | Šigeru Ueda     | Hiroši Hašimoto   | 14. srpna 1993      |
| 44           | 19        | Genkai kara no saidai no širen 幻海からの最大の試練                    | Hitojuki Macui  | Jošijuki Óhaši    | 21. srpna 1993      |
| 45           | 20        | Hiei rensen! Ute kokurjúha! 飛影連戦! 撃て黒龍波!                      | Akijuki Šinbó   | Sukehiro Tomita   | 28. srpna 1993      |
| 46           | 21        | Senricu! Kuromomotaró no henšin 戦慄! 黒桃太郎の変身                   | Džun’ja Košiba  | Kacujuki Sumisawa | 4. září 1993        |
| 47           | 22        | Densecu no tósoku! Jóko Kurama 伝説の盗賊! 妖狐·蔵馬                   | Akijuki Šinbó   | Hiroši Hašimoto   | 11. září 1993       |
| 48           | 23        | Jami item šide no hagoromo 闇アイテム·死出の羽衣                       | Masami Šimoda   | Jošijuki Óhaši    | 18. září 1993       |
| 49           | 24        | Nokosareta čikara! Genkai no šitó 残された力! 幻海の死闘               | Šigeru Ueda     | Sukehiro Tomita   | 25. září 1993       |
| 50           | 25        | Matóka Suzuki no čósen! 魔闘家·鈴木の挑戦!                             | Džun’ja Košiba  | Kacujuki Sumisawa | 2. října 1993       |
| 51           | 26        | Šukumei no taikecu! Toguro no kage 宿命の対決! 戸愚呂の影              | Hitojuki Macui  | Hiroši Hašimoto   | 9. října 1993       |
| 52           | 27        | Genkai čiru! 50 nen me no keččaku 幻海散る! 50年目の決着               | Akijuki Šinbó   | Jošijuki Óhaši    | 16. října 1993      |
| 53           | 28        | Araši no mae! Kanašimi o koete 嵐の前! 悲しみを越えて                  | Kazunori Mizuno | Sukehiro Tomita   | 23. října 1993      |
| 54           | 29        | Haran no keššó sen kaiši! 波瀾の決勝戦開始!                            | Džun’ja Košiba  | Kacujuki Sumisawa | 30. října 1993      |
| 55           | 30        | Bakurecu! Mezameta Jóko 爆烈! 目覚めた妖狐                             | Masami Šimoda   | Kacujuki Sumisawa | 6. listopadu 1993   |
| 56           | 31        | Kešši no kurama! Saigo no šudan 決死の蔵馬! 最後の手段                 | Šigeru Ueda     | Jošijuki Óhaši    | 13. listopadu 1993  |
| 57           | 32        | Kjói! Joroi o hazušita Bui 脅威! 鎧を外した武威                        | Džun’ja Košiba  | Kacujuki Sumisawa | 20. listopadu 1993  |
| 58           | 33        | Kjúkjoku ógi! Hoero kokurjúha 究極奥義! ほえろ黒龍波                   | Akijuki Šinbó   | Kacujuki Sumisawa | 27. listopadu 1993  |
| 59           | 34        | Toguro ani no bukimi na kage 戸愚呂兄の不気味な影                      | Hitojuki Macui  | Hiroši Hašimoto   | 4. prosince 1993    |
| 60           | 35        | Ikari bakuhacu! Kuwabara no hangeki 怒り爆発! 桑原の反撃               | Haruo Nakajama  | Sukehiro Tomita   | 11. prosince 1993   |
| 61           | 36        | Šukumei no taikecu! Araši no taišósen kaiši 宿命の対決! 嵐の大将戦開始 | Kazunori Mizuno | Jošijuki Óhaši    | 18. prosince 1993   |
| 62           | 37        | Toguro hjaku pásento no kjófu! 戸愚呂100%の恐怖!                       | Šigeru Ueda     | Kacujuki Sumisawa | 25. prosince 1993   |
| 63           | 38        | Júsuke! Genkai e no kanašii širen 幽助! 限界への悲しい試練             | Masami Šimoda   | Hiroši Hašimoto   | 8. ledna 1994       |
| 64           | 39        | Šitó keččaku! Saigo no furu pawá 死闘決着! 最後のフルパワー            | Džun’ja Košiba  | Sukehiro Tomita   | 15. ledna 1994      |
| 65           | 40        | Tógidžó to tomoni kieru jabó 闘技場と共に消える野望                    | Hitojuki Macui  | Jošijuki Óhaši    | 22. ledna 1994      |
| 66           | 41        | Toguro no cugunai. Ičiban no nozomi 戸愚呂の償い・一番の望み           | Akijuki Šinbó   | Jošijuki Óhaši    | 29. ledna 1994      |

### Třetí řada:Černá kapitola(1994)
| Č. v seriálu | Č. v řadě | Původní název                                                | Režie             | Scénář            | Premiéra v Japonsku |
| ------------ | --------- | ------------------------------------------------------------ | ----------------- | ----------------- | ------------------- |
| 67           | 1         | Aratanaru purorógu 新たなるプロローグ                        | Haruo Nakajama    | Kacujuki Sumisawa | 5. února 1994       |
| 68           | 2         | Jon džigen jašiki ni hisomu wana 四次元屋敷にひそむ罠        | Jorifusa Jamaguči | Sukehiro Tomita   | 12. února 1994      |
| 69           | 3         | Kinku no pawá! Kurama no zunó 禁句のパワー! 蔵馬の頭脳       | Kazunori Mizuno   | Jošijuki Óhaši    | 19. února 1994      |
| 70           | 4         | Osorubeki šindžicu! Arata na nazo 恐るべき真実! 新たな謎     | Šigeru Ueda       | Kacujuki Sumisawa | 26. února 1994      |
| 71           | 5         | Semari kuru kjófu! Makai no tobira 迫り来る恐怖! 魔界の扉    | Masami Šimoda     | Hiroši Hašimoto   | 5. března 1994      |
| 72           | 6         | Makai no šiša! Šičinin no teki 魔界の使者! 七人の敵          | Džun’ja Košiba    | Sukehiro Tomita   | 12. března 1994     |
| 73           | 7         | Šinobijoru dokutá no ma no te 忍び寄るドクターの魔の手       | Hitojuki Macui    | Jošijuki Óhaši    | 19. března 1994     |
| 74           | 8         | Teritorí o uči jabure!! テリトリーを打ちやぶれ!!             | Akijuki Šinbó     | Kacujuki Sumisawa | 26. března 1994     |
| 75           | 9         | Šíman. Ame ni hisomu wana シーマン・雨に潜む罠               | Haruo Nakajama    | Hiroši Hašimoto   | 2. dubna 1994       |
| 76           | 10        | Kuwabara fukkacu?! Mezameta čikara 桑原復活?! 目覚めた力     | Jorifusa Jamaguči | Sukehiro Tomita   | 9. dubna 1994       |
| 77           | 11        | Reikai tantei no kuroi kako 霊界探偵の黒い過去               | Šigeru Ueda       | Jošijuki Óhaši    | 16. dubna 1994      |
| 78           | 12        | Šucugeki! Dáku endžeru 出撃! ダークエンジェル                | Masami Šimoda     | Kacujuki Sumisawa | 23. dubna 1994      |
| 79           | 13        | Júsuke gekisó! Kuwabara o sukue! 幽助激走! 桑原を救え!       | Kazunori Mizuno   | Hiroši Hašimoto   | 30. dubna 1994      |
| 80           | 14        | Hagiri no hjóteki! Šimondžúdžihan 刃霧の標的! 死紋十字斑     | Kazunori Mizuno   | Sukehiro Tomita   | 7. května 1994      |
| 81           | 15        | Dókucu no naka no gému wárudo 洞窟の中のゲームワールド       | Hitojuki Macui    | Jošijuki Óhaši    | 14. května 1994     |
| 82           | 16        | Gému masutá kjói no džicurjoku ゲームマスター脅威の実力      | Akijuki Šinbó     | Kacujuki Sumisawa | 21. května 1994     |
| 83           | 17        | Nokosareta šudan! Kurama no kecudan 残された手段! 蔵馬の決断 | Haruo Nakajama    | Hiroši Hašimoto   | 28. května 1994     |
| 84           | 18        | Kurama no ikari! Šótai wa dare da?! 蔵馬の怒り! 正体は誰だ?! | Šigeru Ueda       | Sukehiro Tomita   | 4. června 1994      |
| 85           | 19        | Reikai tantei. Šukumei no ikkiuči 霊界探偵・宿命の一騎討ち   | Kazunori Mizuno   | Jošijuki Óhaši    | 11. června 1994     |
| 86           | 20        | Júsuke kusen! Ketteiteki na Sa 幽助苦戦! 決定的な差          | Masami Šimoda     | Kacujuki Sumisawa | 18. června 1994     |
| 87           | 21        | Koenma. Kakugo no mafúkan! コエンマ・覚悟の魔封環!           | Kazunori Mizuno   | Hiroši Hašimoto   | 25. června 1994     |
| 88           | 22        | Sensui. Tokihanatareta seikóki 仙水・解き放たれた聖光気      | Hitojuki Macui    | Sukehiro Tomita   | 2. července 1994    |
| 89           | 23        | Jokan! Subete ga tomaru toki 予感! 全てが止まる時            | Norijuki Abe      | Jošijuki Óhaši    | 9. července 1994    |
| 90           | 24        | Tomo no iši o cuge! 友の意志を継げ!                          | Haruo Nakajama    | Kacujuki Sumisawa | 16. července 1994   |
| 91           | 25        | Kakusei no toki! Batoru futatabi 覚醒の時! バトル再び        | Šigeru Ueda       | Hiroši Hašimoto   | 23. července 1994   |
| 92           | 26        | Kjúkjoku no tatakai! Mazoku no akaši 究極の戦い! 魔族の証    | Masami Šimoda     | Jošijuki Óhaši    | 30. července 1994   |
| 93           | 27        | Keččaku! Makai no šitó! 決着! 魔界の死闘!                    | Džun’ja Košiba    | Jošijuki Óhaši    | 6. srpna 1994       |
| 94           | 28        | Epirógu! Ašita e! エピローグ! 明日へ!                        | Hitojuki Macui    | Sukehiro Tomita   | 13. srpna 1994      |

### Čtvrtá řada:Tři králové(1994)
| Č. v seriálu | Č. v řadě | Původní název                                            | Režie          | Scénář            | Premiéra v Japonsku |
| ------------ | --------- | -------------------------------------------------------- | -------------- | ----------------- | ------------------- |
| 95           | 1         | Júsuke no unmei. Kiken no ašioto 幽助の運命・危険の足音  | Akijuki Šinbó  | Kacujuki Sumisawa | 20. srpna 1994      |
| 96           | 2         | Jami no hómonša. Fukamaru nazo 闇の訪問者・深まる謎      | Haruo Nakajama | Jošijuki Óhaši    | 27. srpna 1994      |
| 97           | 3         | Wakare. Sorezore no tabidači 別れ・それぞれの旅立ち      | Džun’ja Košiba | Sukehiro Tomita   | 3. září 1994        |
| 98           | 4         | Makai e! Čiči to no taimen 魔界へ! 父との対面            | Šigeru Ueda    | Hiroši Hašimoto   | 10. září 1994       |
| 99           | 5         | Wasure e nu kioku. Tandžó no toki 忘れ得ぬ記憶・誕生の時 | Masami Šimoda  | Kacujuki Sumisawa | 17. září 1994       |
| 100          | 6         | Akasareru džagan no himicu 明かされる邪眼の秘密          | Džun’ja Košiba | Jošijuki Óhaši    | 24. září 1994       |
| 101          | 7         | Makai tózoku. Sennen me no saikai 魔界盗賊・千年目の再会 | Hitojuki Macui | Hiroši Hašimoto   | 1. října 1994       |
| 102          | 8         | Jóko henka! Šinobijoru sacui 妖狐変化! 忍び寄る殺意      | Džun’ja Košiba | Sukehiro Tomita   | 8. října 1994       |
| 103          | 9         | Čiči no juigon. Tói hi no omoi 父の遺言・遠い日の想い    | Haruo Nakajama | Kacujuki Sumisawa | 15. října 1994      |
| 104          | 10        | Igai na teian. Makai no hendó 意外な提案・魔界の変動     | Šigeru Ueda    | Jošijuki Óhaši    | 22. října 1994      |
| 105          | 11        | Makai taisen. Josen kaiši! 魔界大戦・予選開始!           | Masami Šimoda  | Sukehiro Tomita   | 29. října 1994      |
| 106          | 12        | Tatakau ojako! Jomi to Šura 闘う親子! 黄泉と修羅         | Džun’ja Košiba | Kacujuki Sumisawa | 5. listopadu 1994   |
| 107          | 13        | Gekitó! Jume ni kaketa otoko tači 激闘! 夢に賭けた男たち | Hitojuki Macui | Kacujuki Sumisawa | 12. listopadu 1994  |
| 108          | 14        | Kurama, kako to no ketsubecu 蔵馬, 過去との決別          | Masami Šimoda  | Sukehiro Tomita   | 19. listopadu 1994  |
| 109          | 15        | Taikecu! Hiei to Mukuro 対決! 飛影とムクロ               | Akijuki Šinbó  | Jošijuki Óhaši    | 26. listopadu 1994  |
| 110          | 16        | Ore no čikara. Kore ga subete da! 俺の力・これが全てだ!  | Šigeru Ueda    | Hiroši Hašimoto   | 3. prosince 1994    |
| 111          | 17        | Keččaku! Gekitó no hate ni 決着! 激闘の果てに            | Masami Šimoda  | Jošijuki Óhaši    | 10. prosince 1994   |
| 112          | 18        | Fóebá! Jú jú hakušo フォーエバー!幽遊白書                | Džun’ja Košiba | Jošijuki Óhaši    | 17. prosince 1994   |